# Команешти (Арад)
Команешти (рум. Comănești) насеље је у Румунији у округу Арад у општини Хашмаш. Oпштина се налази на надморској висини од 140 m.

## Становништво
Према подацима из 2002. године у насељу је живело 128 становника, од којих су сви румунске националности.